# نیوتن (میسیسیپی)
نیوتن (به انگلیسی: Newton) شهری در ایالت میسیسیپی کشور ایالات متحده آمریکا است که جمعیت آن در سرشماری سال ۲۰۱۰ میلادی، ۳٬۳۷۳
نفر بوده‌است.